# Концертна зала
Концертна зала — зала призначена для проведення публічних концертів.

## Типи концертних залів
Концертні зали за типами діляться на:
- спеціалізовані концертні, розраховані на один вид концерту;
- універсальні концертні, розраховані на демонстрацію кількох видів концертів;
- універсальні видовищні, розраховані на концерти та інші види видовищ.[1]

Спеціалізовані зали мають найкращі акустичні властивості для запланованих музичних виконань. Великі зали є універсальними, у них є можливості налаштовувати для конкретного виконання. Часто будують багатозальні комплекси, що здешевлює експлуатацію.

## Вимоги до концертних залів
Акустичні вимоги до концертних залів більш суворіші ніж до інших залів. Використання звукопідсилюючої апаратури практично неможливе через втрату природного звучання.
Концертні зали повинні забезпечувати наступні акустичні вимоги:
- велику гучність;
- велику дифузність звукового поля;
- великий час реверберації.[2]

Велика гучність концертних залів забезпечується його великими розмірами у порівняні з іншими типами залів. Для залів органної музики на одного глядача має припадати 10–12 м³, для симфонічного оркестру 8–10 м³, для камерної музики 6–7 м³.

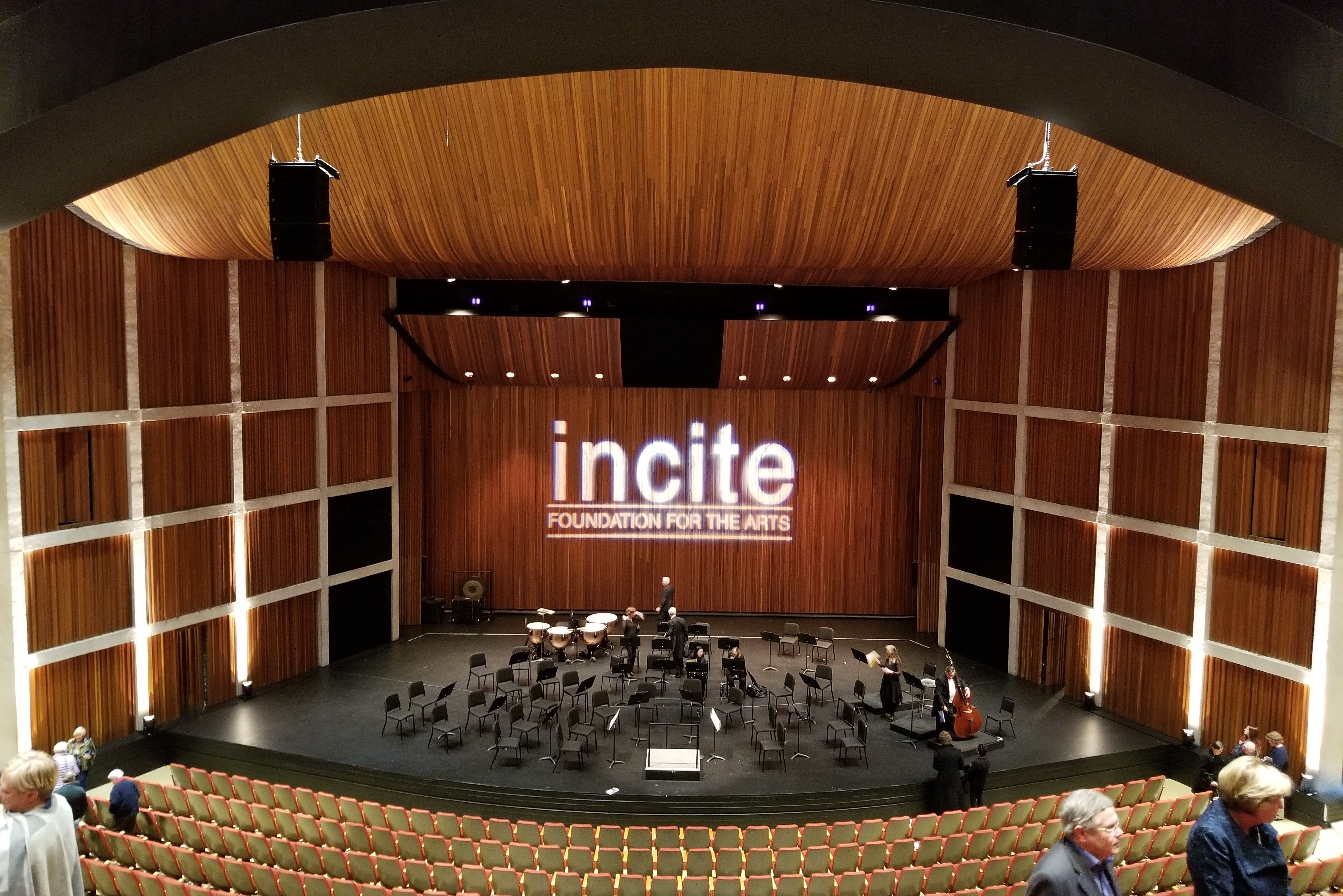
Сцена концертного залу FirstOntario з першого балкона

Велика дифузність звукового поля досягається відповідними пропорціями приміщення; великою кількістю розсіювачів звуку; чергуванням поверхонь, які відбивають і поглинають звук. Концертні зали, на відміну від театру, мають естрадну, а не глибинну сцену. Тому джерело звуку є близько до відбивних поверхонь, що забезпечує ефективне звуковідбиття і звукорозсіювання.
Об'єм залів з природною акустикою не перевищує 20 000 м³, кількість глядачів до 2 000. Зали для камерної музики вміщають до 400 глядачів, їх довжина до 20 м. Зали для симфонічної музики можуть мати довжину до 45 м.

## Концертні зали в різні роки

### Зали до початку XXст.
Концертні у перший період їх будівництва були високими (14–17 м), мали прямокутну форму, відносно вузькими (ширина близько 20 м). Якість акустики досягалася за рахунок великих багатоярусних люстр, балконів уздовж стін, колон, пілястрів та іншого.
До цього періоду відноситься Велика зала Московської консерваторії, Зал філармонії у Варшаві.

### Зали середини XXст.
Зали цього періоду мають як пропорційні форми, так і непропрорційні.
Непрпорційні відзначаються невисокою (до 14 м висотою), великою шириною (30-40 м), секторною формою. За рахунок малого відбиття звуку від стін втрачається просторове звучання музики.
Пропорційних залів було побудовано значно менше. Вони мали прямокутну або малосекторну форму, велику висоту. Їх звучання значно природніше, забезпечувалося завдяки вдало підібраній геометрії інтер'єру.
У цей же період відбувалося будівництво великих концертних залів (на декілька тисяч глядачів). Звук в основному розсіювався за рахунок виступаючих балконів і лоджій. Але вони не могли забезпечити якісне природне звучання, тому у них вмонтовувалося електроакустична апаратура. Одним з рішень для підвищення якості звуку стала акустична раковина за естрадою, яка спрямовувала звук як до глядачів, так і до виконавців.

### Зали кінця XXст.
Концертні зали 80-х — 90-х років XX ст. повертаються до прямокутних старовинних залів. Їх ширина близько 20 м, висота — 14–17 м. Відбиття звуку йде від бічних поверхонь, що створює краще звучання в порівнянні з попередніми проектам. Від старовинних залів їх відрізняє інтер'єр. У них відсутні багатоярусні великі люстри, ліпнина. Розсіювачами звуку служать бічні балкони розташовані уздовж стін;, а у великих залах — багатоярусна система. У них появилися універсальний елементи для зміни акустики, які можуть використовуватися як для відбивання звуку або його розсіювання.

### Сучасні тенденції проектування концертних залів
З кінця XX ст. в концертних залах відбувається наближення виконавців до глядачів за рахунок висунутої в центр залу естради. Глядачі розміщаються також з боків від виконавців.
Форма зали відходить віл прямокутної до складної конфігурації, яка визначається акустичними розрахунками. Для запобігання зовнішніх впливів на залу, вона проектується у вигляді автономних акустичних капсул, пов’язаних з іншими конструкціями будівлі.